# Duveke
Duveke (tidigare Dufeke) är ett säteri och en mindre by i Svalövs kommun, sydväst om tätorten Kågeröd.

## Historia
Huvudgården omnämns första gången 1390. Gårdens äldre namn Duege är känt sedan senmedeltid. Slutleden har tolkats som att här förr utbredde sig ekskog. Säteriet har en egen omfattning av 3 och 1/8 mantal och omfattade på enligt Nordisk Familjebok mer än 500 hektar utan sidoegendomar.
Äldste kände säkra ägaren är från 1500-talets senare hälft. Dock nämns en Knuth Skelmsson till Duveke i slutet av 1400-talet.
Från 1637 tillhörde gården tyske adelsmannen Wulf Hieronymus von Kratz  som 1622 gått i tjänst hos Christian IV och deltagit i dennes krig med den tyske kejsaren (adlad 1637). Efter freden 1628 blev han överstelöjtnant. Han ingick 1635 äktenskap med Sophie Ramel,  som var dotter till riksrådet Henrik Ramel av Bäckaskog. Paret fick inga barn och sedan von Kratz avlidit 1657 styrde fru Sophie Brahe gården till sin död 1676. Vid Skånes övergång till Sverige 1658 tillhörde Duveke således släkten Ramel.
Gården är avbildad cirka 1680 av Gerhard Buhrman. Byggnaderna på borgholmen ger intryck av att vara äldre än husens barockgavlar anger. Troligen har byggnaderna uppförts senast under 1500-talet.Barockgavlarna är senare tillägg troligen av von Kratz. Äldst verkar den bortre, på borggårdens norra sida belägna längan vara. Äldre bilder med den numera torrlagda vallgraven visar på att gården haft ett för skånska 1500-1600-talssätesgårdar vanligt mönster med vallgrav omgiven borgholme och en från denna skild ladugård och trädgård. Gården beskrives då såsom helt bofällig och "helt sänkt ned i ett moras".
Sophie Ramels gods Duveke och Sireköpinge gick i arv till halvbrodern Hans Ramel till Maltesholm. Denne var en jorddrott och ägde även Löberöd och Viderup liksom Borgeby och Klågerup. Hans Ramel gick ur tiden 1711. Dufeke, Maltesholm och Viderup ärvdes då av sonen Otto, som sedan avled ogift redan 1719.
Duveke ärvdes av Otto Brahes syster Brita Brahe, som 1720 gifte sig med överstelöjtnanten Fredrik Trolle till Näs (Trollenäs). Paret sålde 1728 Duveke till kommerserådet Elof Steuch (död 1772). Denne innehade också tre gårdar i Kronoberg, Oby, Gåvetorp och Tagel, och bodde mest på dessa. Änkan  Anne Christine Juul, bodde efter 1772 på Duveke och dog där 1791. Egendomen ärvdes då av Sofia Elisabet Steuch. Hennes make  var löjtnanten greve Carl Gustaf Mörner af Morlanda. Paret bodde på Duveke redan 1757-1760, då deras första barn föddes.
1797 inköptes Duveke av majoren Henrik Walter Berg von Linde, i vars släkt gården sedan var länge. Berg von Linde ägde sedan 1770 det närbelägna fideikommisset Axelvold.  Efter köpet av Duveke bosatte han sig på denna egendom. Han lät sedan 1820 bygga om säteriets huvudbyggnad. 1820 fick byggnaden sin nuvarande gestaltning i empireinspirerad stil med ljusputsade fasader och dekorelement i terrakotta. Några årtionden senare påbyggdes de fasta flyglarna mot nordväst varvid ladugården revs och flyttades nordost om huvudbyggnaden.  Byggnader  i övrigt som är representativa för traditionellt byggnadsskick i korsvirke såsom grindvaktshuset vid södra uppfarten samt det stora förrådshuset med valmat tak finns bevarade.
En omfattande renovering av huvudbyggnaden gjordes 1994–1996 av familjen Crafoord. Familjen köpte godset 1993.